# VSDC Free Video Editor
VSDC Free Video Editor – darmowe oprogramowanie służące do edycji video, opracowane przez Flash-Integro LLC. Program może przetwarzać materiały o wysokiej rozdzielczości, w tym filmy 4K UHD, 3D i VR 360 stopni. VSDC pozwala na zastosowanie efektów postprodukcyjnych, korekcję kolorów na żywo i śledzenie ruchu. Posiada możliwość przechwytywania wideo z ekranu, nagrywania głosu, zapisywania plików multimedialnych do wielu formatów, w tym wstępnie skonfigurowanych do publikacji na Facebooku, Vimeo, YouTube, Instagramie czy Twitterze.

## Przetwarzanie Wideo
- Cięcie, dzielenie na części, łączenie, przycinanie, przycinanie, obracanie, przerzucanie, odwracanie odtwarzania, zmiana głośności
- Zmiana rozmiaru, jakości i rozdzielczości
- Stabilizacja wideo
- Zmiana prędkości
- Wstawianie tekstu i napisów
- Efekty tekstowe
- Kreator pokazu slajdów oferujący ponad 70 efektów przejścia
- Migawki
- Filtr DeLogo automatycznie ukrywa niechciane elementy w filmie z rozmytą lub pikselowaną maską
- Konwersja wideo 360 stopni na wideo 2D
- Konwersja wideo 3D na wideo 2D
- Szybkie filtry
- W pełni funkcjonalny edytor tekstu do tytułów i efektów związanych z tekstem.
- Wbudowany konwerter wideo obsługujący ponad 20 formatów
- Wbudowany rejestrator ekranu

## Przetwarzanie Audio
VSDC pozwala na dzielenie wideo na warstwy audio i wideo oraz edycję ich jako oddzielnych elementów: jako przebiegów i ścieżek wideo.

### Narzędzia i efekty do edycji dźwięku
- Narzędzie Audio Spectrum animuje przebieg fali w rytm muzyki lub innych dźwięków.

- nagrywanie głosu i dodanie go do materiału filmowego.

- Efekty (normalizacja, wygaszanie i wyciszanie, wzmocnienie) pomagają poprawić niedoskonałą ścieżkę dźwiękową.

- Opóźnienie, rozciąganie w czasie są dostosowane tak, aby nadać ścieżkom audio odpowiednie brzmienie.

- Narzędzia DeNoise do redukcji szumów audio.

- Jednoczesna praca z kilkoma ścieżkami audio

- Edit the beat – narzędzie do automatycznej synchronizacji efektów wideo i rytmu muzyki.

## Formaty
| Wideo | Audio                                                                | Obraz                                   |
| --- | -------------------------------------------------------------------- | --------------------------------------- |
| WebM, AVI, MP4/M4V, 3GP/2G2, MTS, M2TS, TS, MOD, TOD, WMV, ASF, DVR-MS,DVD/VOB, VCD/SVCD, MPEG/MPEG-1/DAT, RM, RMVB, SWF, FLV, DV, AMV, MTV, MJPEG, H.265/HEVC, SVG, WebP, GIF | MP3/MP2, WMA, M4A, AAC, FLAC, VOC, WAV, AC3, AIFF, MPA, AU, CUE, CDA | BMP, JPEG, PNG, PSD, GIF, ICO, CUR, SVG |

| PC                           | Web | DVD                | Urządzenia mobilne | PSP | Xbox               | MP3/MP4       |
| ---------------------------- | --- | ------------------ | ------------------ | --- | ------------------ | ------------- |
| AMV, MPG, MOV, WMV, MKV, SWF | Dla mediów społecznościowych takich jak: YouTube, Instagram, Facebook, Twitter, Vimeo a także MP4, WebM, SWF, GIF, APNG | DVD, VCD, AVI, MPG | 3GP, 3G2, MP4, RM  | PSP | WMV, AVI, MP4, DVD | MP4, AMV, MTV |